# Борут Пагор
Борут Пагор (словен. Borut Pahor; нар. 2 листопада 1963, Постойна, Югославія) — словенський політик. Президент Словенії з 22 грудня 2012 до 22 грудня 2022. Прем'єр-міністр Словенії з 7 листопада 2008 до 20 вересня 2011.

## Біографія
Голова Національної асамблеї (нижньої палати) Державних зборів Словенії у 2000—2004. Депутат Європейського парламенту в 2004—2008. Лідер соціал-демократичної опозиції в Словенії з кінця 1990-х років, яка під його керівництвом виграла парламентські вибори в 2008. 7 листопада парламент схвалив кандидатуру Пагора на посаду прем'єр-міністра Словенії. 11 листопада Борут Пагор представив склад уряду Словенії. У 2011 йому був винесений вотум недовіри за підсумками розгляду низки законопроєктів. Уряду Пагора не вдалося провести дві ключові економічні реформи, які мали узгодити зі стандартами Євросоюзу ситуацію на ринку праці та у сфері пенсійного забезпечення. 2011 року соціал-демократи віддали перемогу в парламенті опозиційній лівоцентристській партії на чолі з мером Любляни Зораном Янковичем.

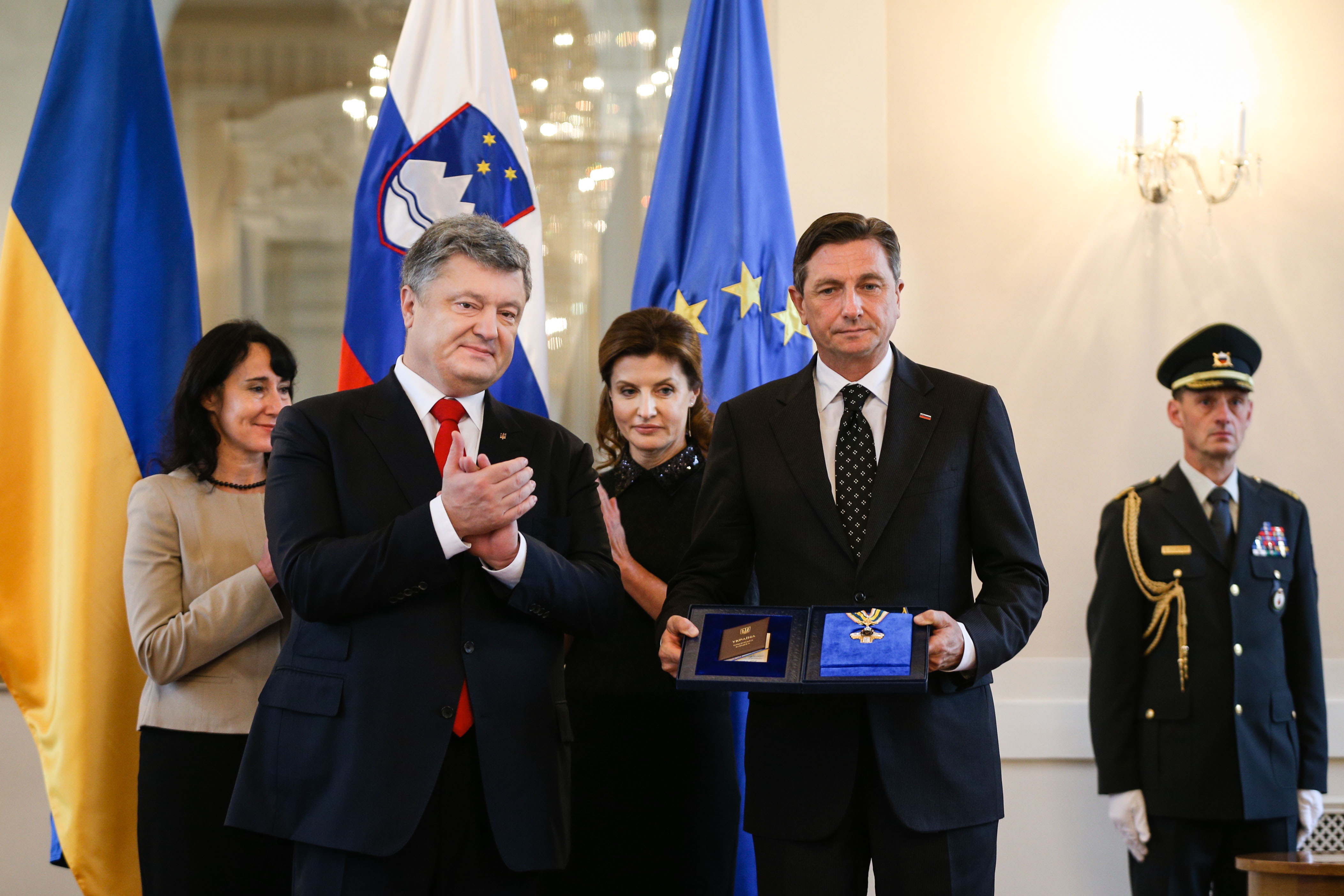
Президент України Петро Порошенко вручає Боруту Пагору орден Свободи

Балотувався у 2012 році на посаду президента Словенії як кандидат від Соціал-демократичної партії, і переміг у першому турі, набравши 41,9 %, тоді як чинний президент Данило Тюрк набрав 37,2 %. У другому турі президентських виборів, який пройшов 2 грудня 2012, Борут Пагор набрав 67,2 % голосів. За його суперника, Данила Тюрка, проголосували 32,8 % виборців. Склав присягу 22 грудня 2012 року.
На президентських виборах 2017 року переобраний президентом, здобув 53 % у другому турі проти 47 % у Мар'яна Шареця.

## Нагороди
- Орден Свободи (Україна, 3 листопада 2016) — за визначний особистий внесок у розвиток українсько-словенських міждержавних відносин[10][11]
- Орден князя Ярослава Мудрого I ст. (Україна, 23 серпня 2021) — за визначний особистий внесок у зміцнення українсько-словенського міждержавного співробітництва, підтримку незалежності та територіальної цілісності України[12]